# Paul van Dyk
Matthias Paul, més conegut pel seu nom artístic Paul van Dyk, (16 de desembre de 1971, Eisenhüttenstadt, República Democràtica Alemanya) és un productor musical i discjòquei alemany, guanyador d'un Grammy en la categoria de Música electrònica de ball.
Paul van Dyk va ser un dels primers discjòqueis a rebre una nominació en la nova categoria de millor àlbum de música electrònica/de ball dels premis Grammy pel seu treball llençat el 2004 anomenat Reflections. Va ser nomenat com discjòquei número 1 del món els anys 2005 i 2006, quelcom que molt pocs han assolit. Paul van Dyk és l'únic a figurar sempre entre els 10 millors discjòqueis del món des del 1998. També fou el primer discjòquei a ser nomenat número 1 per la revista Mixmag el 2005. Fins al 2007, havia venut més de 4,5 milions de discos a tot el món.
En van Dyk va començar com a productor de música Trance a principis dels anys 90. De seguida va assolir força popularitat amb el seu remix de "Love Stimulation" de Humate de la discogràfica MFS el 1993 i amb el seu èxit "For an Angel".

## Biografia

### Primers anys i començament musical
Paul van Dyk va créixer a la República Democràtica Alemanya en una família monoparental; El seu pare va abandonar-lo i la seva mare quan només tenia 4 anys. Mentre va viure allà, va treballar com a tècnic de so i va començar com aprenent de fuster. En Paul van Dyk afirma que la seva educació musical va venir de la ràdio. Com va créixer en una regió on no hi havia tendes de discos, mantenia el contacte amb la resta de món més enllà del Mur de Berlin gràcies als populars (i prohibits) programes de las RIAS, així com còpies il·legals que es passaven entre amics.
Poc després de la caiguda del Mur de Berlín, ell i la seva mare van instal·lar-se a Hamburg per a viure amb la seva tieta. El 1990, Paul va tornar per viure a Berlín. La seva primera actuació com a discjòquei va ser a la discoteca Tresor el març de 1991. Després d'unes quantes actuacións més, se li va donar l'oportunitat de punxar a les festes Juergen Kramer's Dubmission al club Turbine, junt amb el jove Dj resident Kid Paul. Aquells events van ser anomenats Paul vs. Paul. El seu estil als plats va captar l'atenció de Cosmic Baby i els dos van col·laborar amb el sobrenom de The Visions of Shiva. El seu single "Perfect Day" es va llençar a través de la firma independent berlinesa MFS (Masterminded For Success) Records, portada per l'exproductor anglès Mark Reeder i dirigida per Torsten Jurk.
El febrer de 1993, en van Dyk i Kid Paul van començar a produir un programa de ràdio setmanal de tres hores que es va dir "HR3 Clubnight", el qual es va retransmetre per tot Alemanya. Una vegada es va publicar el segon i últim single de Visions of Shiva - "How Much Can You Take?" l'associació es va trencar i van començar la seva etapa per separat. A finals de l'estiu, en Paul va publicar el seu primer disc recopilatori "X-Mix-1 - the MFS Trip" i va remixar l'himne Trance de Humate "Love Stimulation".

### 1994–2007
El 1994, va llençar a la venda The Green Valley EP, Pump This Party i Emergency 911. Al mateix temps, MFS era l'encarregada de publicar la majoria dels seus remixos. L'amo d'aquesta discogràfica, Mark Reeder, tenia una forta amistat amb artistes com New Order, i li va donar al Paul van Dyk l'oportunitat de mesclar el títol "Spooky" del disc Republic. Convençut per en Reeder, finalment va gravar el seu primer LP 45 RPM amb Johnny Klimek i VOOV. En Reeder també es va encarregar de la posada en marxa de l'àlbum i el disseny, i va triar el títol de l'àlbum com un reflex de la velocitat de 45 rpm, típic de la música de ball.
En Mark Reeder va fer la compilació Seven Ways, el qual va fer d'en Paul van Dyk un pioner en música Trance i el primer èxit real al Regne Unit. En Reeder va convèncer el seu vell amic Rob Deacon per a treure l'album al Regen Unit sota la llicència de la discogràfica Deviant label. Seven Ways va ser la votada com l'àlbum número 1 album pels lectord de la revista DJ Magazine.
A principis de 1997, En Paul van Dyk va començar una col·laboració amb el nord-americà BT. Junts varen produir cançons com Flaming June, Forbidden Fruit i Namistai (1999). Els senzills "Forbidden Fruit" i "Beautiful Place" no van tenir molt d'èxit al principi, però amb el llançament de Seven Ways i "Words" el qual va calar fins en l'anomenat fenomen superclub, el seu propi material va començar a captar l'atenció. "En el moment en què es van adonar que era alemany, ja era massa tard!" va dir en Paul. En van Dyk va remixar una de les cançons més conegudes dels principis dels 90, Age of Love el 1997.
El 1998, 45 RPM va ser publicat al Regne Unit i als EUA. 